# Groupe de NGC 4709
Le groupe de NGC 4709 comprend au moins 42 galaxies situées dans la constellation du Centaure. La distance moyenne entre ce groupe et la Voie lactée est d'environ 71,9 Mpc (∼235 millions d'al). 

## Membres
Le tableau ci-dessous liste les 42 galaxies du groupe indiquées dans l'article de A.M. Garcia paru en 1993.
| Nom          | Class.        | Type                  | α (J2000.0)   | δ (J2000.0)  | Vitesse radiale (km/s) | m                 | Distance (Mpc) | Diamètre (kal |
| ------------ | ------------- | --------------------- | ------------- | ------------ | ---------------------- | ----------------- | -------------- | ------------- |
| NGC 4616     | E+?           | Elliptique            | 12h 42m 16.4s | -40° 38′ 31″ | 4586 ± 26              | 13,3              | 71,9 ± 5,1     | 124           |
| NGC 4622     | SA(r)ab       | Spirale               | 12h 42m 37.6s | -40° 44′ 39″ | 4367 ± 39              | 12,5              | 68,6 ± 4,9     | 123           |
| NGC 4622B    | S0 pec        | Lenticulaire          | 12h 43m 50.6s | -40° 43′ 03″ | 4906 ± 50              | 14,2              | 76,6 ± 5,4     | 92            |
| NGC 4679     | SB(s)c pec?   | Spirale barrée        | 12h 47m 30.2s | -39° 34′ 15″ | 4643 ± 8               | 12,4              | 72,7 ± 5,1     | 179           |
| NGC 4709     | E1            | Elliptique            | 12h 50m 03.9s | -41° 22′ 55″ | 4678 ± 4               | 10,9              | 73,1 ± 5,1     | 198           |
| NGC 4603B    | Sb pec?       | Spirale               | 12h 40m 29.7s | -41° 04′ 11″ | 4275 ± 10              | 14,7              | 67,3 ± 4,7     | 87            |
| ESO 322-100  | S0?           | Lenticulaire          | 12h 49m 26.7s | -41° 27′ 48″ | 4831 ± 10              | 13,24             | 75,4 ± 5,3     | 56            |
| ESO 322-53   | S0?           | Lenticulaire          | 12h 41m 07.2s | -40° 53′ 16″ | 4294 ± 27              | 13,93 ± 0,09      | 67,6 ± 4,8     | 55            |
| ESO 322-74   | S?            | Spirale               | 12h 46m 16.7s | -41° 16′ 31″ | 4666 ± 36              | 13,89             | 73,0 ± 5,2     | 69            |
| ESO 322-75   | (R)SA0^0^?    | Lenticulaire          | 12h 46m 26.0s | -40° 45′ 09″ | 4738 ± 37              | 12,40 ± 0,09      | 74,1 ± 5,2     | 93            |
| ESO 322-76   | SB(r)ab?      | Spirale barrée        | 12h 46m 42.0s | -40° 01′ 29″ | 4538 ± 7               | 13,47             | 71,2 ± 5,0     | 102           |
| ESO 322-84   | S0^0^?        | Lenticulaire          | 12h 48m 00.3s | -39° 37′ 51″ | 4514 ± 31              | 13,11 ± 0,09      | 70,8 ± 5,0     | 107           |
| ESO 322-94   | SA0-          | Lenticulaire          | 12h 49m 06.4s | -41° 49′ 58″ | 4422 ± 23              | 13,12 ± 0,09      | 69,4 ± 4,9     | 89            |
| ESO 323-11   | S0            | Lenticulaire          | 12h 50m 46.6s | -41° 53′ 40″ | 4797 ± 45              | 13,38 ± 0,09      | 74,9 ± 5,3     | 59            |
| ESO 323-13   | Sb            | Spirale               | 12h 51m 32.8s | -41° 13′ 40″ | 4784 ± 17              | 13,18             | 74,7 ± 5,2     | 80            |
| ESO 323-18   | SAB(s)bc: pec | Spirale intermédiaire | 12h 52m 01.4s | -41° 16′ 47″ | 4754 ± 27              | 13,47             | 74,3 ± 5,2     | 111           |
| ESO 323-28   | S0/a          | Lenticulaire          | 12h 52m 50.8s | -41° 19′ 58″ | 4868 ± 45              | 13,41             | 75,9 ± 5,4     | 109           |
| ESO 323-28AA | S pec         | Spirale               |               |              |                        |                   |                |               |
| ESO 323-32   | (R)SAB(l)0^+  | Lenticulaire          | 12h 53m 20.3s | -41° 38′ 08″ | 4796 ± 25              | 12,29 ± 0,09      | 74,9 ± 5,3     | 131           |
| ESO 323-39   | S?            | Spirale               | 12h 54m 26.4s | -40° 22′ 20″ | 4760 ± 2               | 13,45 ± 0,05      | 74,4 ± 5,2     | 110           |
| ESO 323-6    | I             | Irrégulière           | 12h 50m 17.9s | -40° 39′ 41″ | 4464 ± 45              | 14,79             | 70,0 ± 5,0     | 91            |
| ESO 323-63   | S0?           | Lenticulaire          | 13h 01m 03.2s | -40° 25′ 35″ | 4890 ± 59              | 13,03 ± 0,09      | 76,2 ± 5,4     | 148           |
| ESO 323-7    | SAB(s)0+ pec  | Lenticulaire          | 12h 50m 24.3s | -40° 50′ 47″ | 4640 ± 59              | 12,68 ± 0,09      | 72,6 ± 5,1     | 138           |
| MCG -7-26-21 | (RL)SB0^0     | Lenticulaire          | 12h 39m 50.3s | -41° 06′ 24″ | 4331 ± 45              | 9,780 ± 0,017B    | 68,1 ± 4,8     | 92            |
| MCG -7-26-57 | E             | Elliptique            | 12h 50m 07.7s | -41° 23′ 53″ | 4990 ± 18              | 12,65 ± 0,01      | 77,8 ± 5,5     | 12            |
| PGC 42296    | S             | Spirale               | 12h 38m 57.9s | -40° 37′ 37″ | 4518 ± 4               | 12,333 ± 0,063B   | 70,9 ± 5,0     | 62            |
| PGC 42480    | S             | Spirale               | 12h 40m 40.1s | -40° 40′ 42″ | 4657 ± 1               | 12,541 ± 0,063B   | 72,9 ± 5,1     | 57            |
| PGC 42667    | dE            | Elliptique            | 12h 42m 17.9s | -40° 39′ 29″ | 4384 ± 20              | 12,485 ± 0,046B   | 68,9 ± 4,8     | 34            |
| PGC 42687    | SA(s)cd:      | Spirale               | 12h 42m 31.1s | -41° 00′ 37″ | 4348 ± 31              | 11,985 ± 0,047B   | 68,4 ± 4,8     | 48            |
| PGC 42720    | S             | Spirale               | 12h 42m 45.6s | -40° 12′ 37″ | 4304 ± 33              | 11,687 ± 0,044B   | 67,7 ± 4,8     | 59            |
| PGC 42911    | S             | Spirale               | 12h 44m 29.2s | -40° 43′ 39″ | 4354 ± 45              | 11,435 ± 0,036B   | 68,4 ± 4,9     | 74            |
| PGC 42912    | S             | Spirale               | 12h 44m 29.3s | -40° 56′ 02″ | 4243 ± 45              | 12,482 ± 0,052B   | 66,8 ± 4,7     | 40            |
| PGC 42997    | S             | Spirale               | 12h 45m 29.8s | -41° 24′ 31″ | 4389 ± 0               | 13,224 ± 0,088B   | 68,9 ± 4,8     | 37            |
| PGC 43070    | I             | Irrégulière           | 12h 46m 14.9s | -40° 48′ 47″ | 4607 ± 19              | 17,460 +/- 0.047C | 72,2 ± 5,1     | ?             |
| PGC 43083    | S             | Spirale               | 12h 46m 23.4s | -41° 05′ 27″ | 4474 ± 214             | 13,600 ± 0,096B   | 70,2 ± 5,9     | 33            |
| PGC 43498    | S             | Spirale               | 12h 50m 57.1s | -40° 53′ 12″ | 4562 ± 22              | 13,065 ± 0,096B   | 71,5 ± 5,0     | 34            |
| PGC 43500    | S0            | Lenticulaire          | 12h 50m 57.5s | -41° 23′ 48″ | 4445 ± 15              | 14,09             | 69,7 ± 4,9     | 36            |
| PGC 43596    | E             | Elliptique            | 12h 51m 50.7s | -41° 11′ 11″ | 4712 ± 18              | 15,23             | 73,6 ± 5,2     | 21            |
| PGC 43670    | SB0           | Lenticulaire          | 12h 52m 22.5s | -41° 16′ 55″ | 4611 ± 17              | 13,33             | 72,2 ± 5,1     | 87            |
| PGC 43705    | S0            | Lenticulaire          | 12h 50m 40.9s | -41° 13′ 47″ | 4858 ± 23              | 14,31             | 75,8 ± 5,3     | 42            |
| PGC 43917    | Sc            | Spirale               | 12h 54m 28.9s | -41° 09′ 30″ | 4351 ± 34              | 12,937 ± 0,074B   | 68,3 ± 4,8     | 41            |
| PGC 43982    | S0            | Lenticulaire          | 12h 54m 55.4s | -40° 32′ 25″ | 4763 ± 18              | 11,936 ± 0,037B   | 74,4 ± 4,8     | 49            |

- A ESO 323-28 et ESO 323-28A sont décrits comme une paire de galaxies sur la base de données NASA/IPAC et toutes le données indiquées sont communes aux deux galaxies sauf la classification.
- B Dans le proche infrarouge.
- C Dans l'ultraviolet.

Le site DeepskyLog permet de trouver aisément les constellations des galaxies mentionnées dans ce tableau ou si elles ne s'y trouvent pas, l'outil du site constellation permet de le faire à l'aide des coordonnées de la galaxie. Sauf indication contraire, les données proviennent du site NASA/IPAC. 